# 阔羽粉背蕨
阔羽粉背蕨（学名：Aleuritopteris tamburii）为中国蕨科粉背蕨属下的一个种。

## 扩展阅读
- 維基物種上的相關：阔羽粉背蕨